# Walther MP
Die Walther MP (MPL/MPK Maschinenpistolen) wurden vom deutschen Unternehmen Carl Walther GmbH gebaut. Sie sind mit einem Klappschaft ausgerüstet und für das Kaliber 9 mm Parabellum ausgeführt. Die MPL (Maschinen-Pistole-Lang) und ihre kürzere Schwester, die MPK (Maschinen-Pistole-Kurz), unterschieden sich in der Lauf- und Gehäuselänge.

## Geschichte

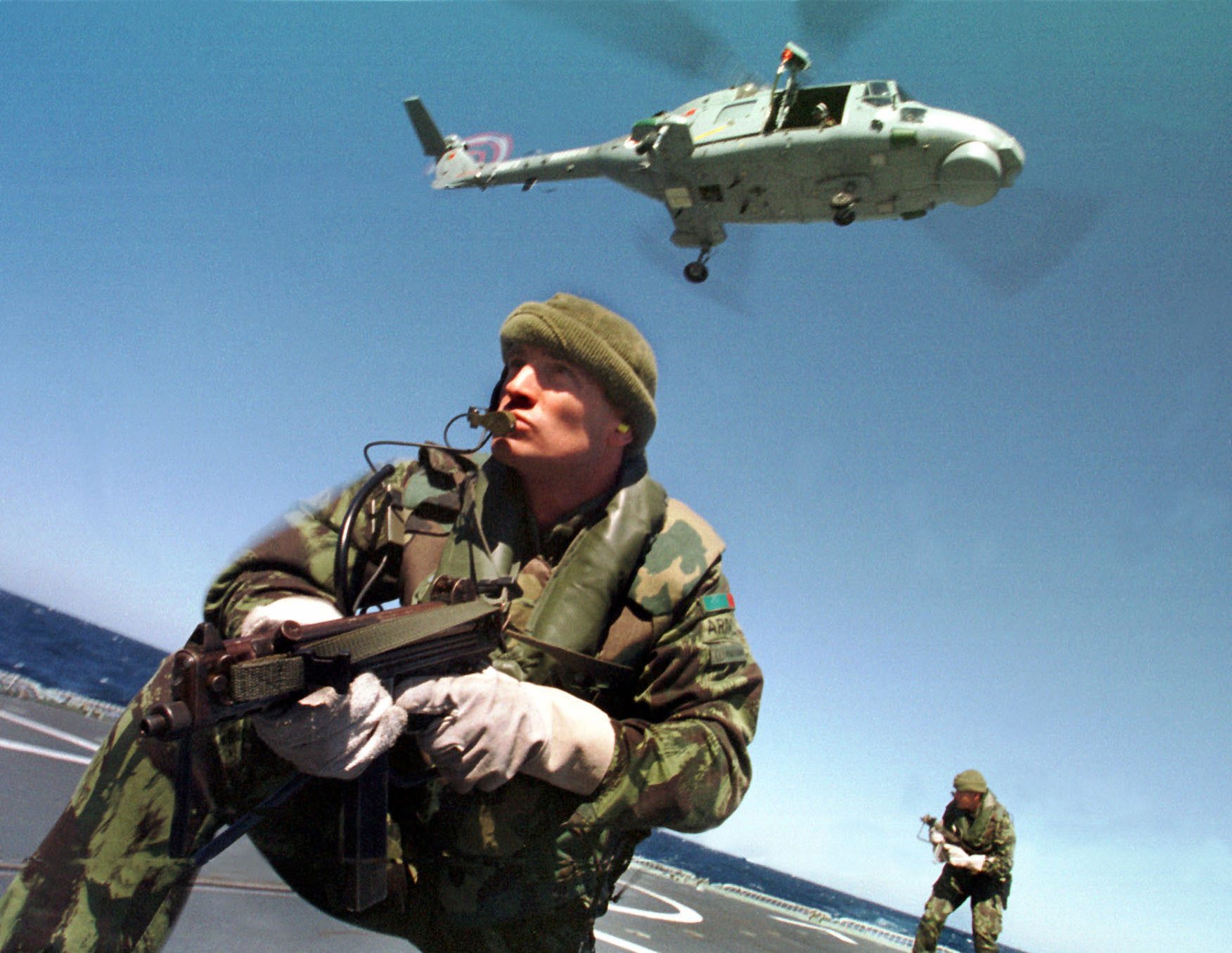
Portugiesische Marinesoldaten bei einem Manöver mit der Walther MPK

Die Walther-Maschinenpistolen (MPL/MPK) wurden von dem in Ulm ansässigen Unternehmen in den Jahren von 1963 bis 1987 gefertigt.
Die Waffen waren beim Bundesgrenzschutz (BGS), dem Vorgänger der heutigen Bundespolizei (BPol), der West-Berliner Polizei, der Bayerischen Polizei, der portugiesischen und mexikanischen Marine langjährig im Einsatz. Die U.S. Navy Seals verwendeten beide Versionen der Walter MP im Vietnamkrieg. Spätere Versionen wurden auch nach Mexiko exportiert. Insgesamt wurden etwa 27.000 Stück der Modelle MPL/MPK hergestellt.

## Technik
Die Maschinenpistolenmodelle MPL/MPK sind aus Blechprägeteilen hergestellt. Die klappbare Schulterstütze der Waffen besteht aus einem gebogenen und geformten Stahlrohr, das mit PVC überzogen ist. Der Verschluss der Waffen ist als unverriegelter Rückstoßlader ausgeführt. Eine Besonderheit bildet der L-förmige Verschlussbolzen, der oberhalb des Laufs arbeitet. Durch diese Konstruktionsweise kann der Verschluss der Waffe besonders kurz gehalten werden. Der Verschluss besitzt keinen beweglichen Schlagbolzen, dieser ist als kleine Erhebung in den Stoßboden des Verschlusses integriert. Der vom Verschlussbolzen getrennte Spannknopf befindet sich auf der vorderen linken Seite der Waffe. Durch Eindrücken kann der Spannknopf mit dem Verschluss verriegelt werden, sodass durch Rüttelbewegungen eine stark verschmutzte oder vereiste Waffe wieder gangbar gemacht werden kann.
Frühe Modelle der Maschinenpistolen waren nur für Dauerfeuer ausgelegt, später erhielten die Waffen eine Feuerwahleinrichtung zur Umschaltung von Dauer- auf Einzelfeuer. Dies geschieht mit dem auf beiden Seiten angebrachten Sicherungshebel. Eine Vorlaufsicherung soll eine versehentliche Schussauslösung bei Abgleiten vom Spannknopf oder bei Stoß oder Fall der MP verhindern. Die effektive Reichweite der Maschinenpistole beträgt 200 m in der Version MPL und 150 m in der Version MPK, bedingt durch die maximale Visiereinstellung. Hierzu besitzt die MP eine offene Grobvisierung für den Nahbereich und eine Diopter-Feinvisisierung.
Der Tragegurt besteht aus einem Textilgewebe mit Lederschlaufen zur Befestigung an der Waffe.
Die Zerlegung zu Reinigungszwecken ist einfach. Nach Ziehen eines unverlierbaren Haltebolzens kann das Verschlussgehäuse mitsamt Verschluss vom Griff getrennt werden. Anschließend kann der Verschluss mit Schließfeder dem Verschlussgehäuse entnommen werden. Nach Eindrücken einer Sicherungsfeder kann die Schließfeder vom Verschluss getrennt werden. Zum Herausziehen des Rohres muss die Rohrmutter beim Betätigen einer Rastklinke abgeschraubt werden. Anstelle der Rohrmutter kann ein Platzpatronengerät aufgeschraubt werden.